# Jerry Uelsmann
 (avril 2009).
Si vous disposez d'ouvrages ou d'articles de référence ou si vous connaissez des sites web de qualité traitant du thème abordé ici, merci de compléter l'article en donnant les références utiles à sa vérifiabilité et en les liant à la section « Notes et références ».
Jerry Norman Uelsmann, né à Détroit le 11 juin 1934 et mort à Gainesville (Floride) le 4 avril 2022, est un photographe américain.

## Biographie
Jerry Uelsmann est professeur d’université retraité, lauréat de nombreux prix, exposé dans les musées du monde entier, objet de plusieurs monographies[réf. nécessaire] et membre de la Royal Photographic Society de Grande-Bretagne.
Il est connu pour ses montages photographiques ambigus qui déforment la réalité en juxtaposant des scènes ou des objets reconnaissables mais n’ayant apparemment aucune relation entre eux.

## Collections, expositions
- 1973 : Soirée de projection Soirée américaine : Judy Dater, Jack Welpott, Jerry Uelsmann, Lee Friedlander présentée par Jean-Claude Lemagny au Théâtre antique d'Arles, lors des Rencontres internationales de photographie.